# Tị nạn
Một người tị nạn, nói chung, là một người bị buộc phải di dời, bị buộc phải vượt qua biên giới quốc gia và không thể trở về nhà an toàn. Một người như vậy có thể được gọi là người xin tị nạn, cho đến khi được cấp tình trạng tị nạn bởi nhà nước ký kết hoặc UNHCR nếu họ chính thức đưa ra yêu cầu xin tị nạn. Cơ quan quốc tế hàng đầu phối hợp bảo vệ người tị nạn là Văn phòng Liên Hợp Quốc của Cao ủy Liên Hợp Quốc về người tị nạn (UNHCR). Liên Hợp Quốc có Văn phòng thứ hai dành cho người tị nạn, UNRWA, chỉ chịu trách nhiệm hỗ trợ phần lớn người tị nạn Palestine.

## Từ nguyên và cách sử dụng
Từ "tị nạn" (tiếng Trung: 避難) là một từ mượn gốc Hán Việt, mang nghĩa "tránh khỏi tai họa, khốn ách", thường dùng để chỉ một trường hợp phải chạy trốn qua một xứ khác, nơi khác để thoát cảnh hiểm nguy, ngược đãi, hoặc bắt bớ. Người tị nạn là người thực hiện hành động tị nạn (tránh nạn) đó.
Các thuật ngữ tương tự trong các ngôn ngữ khác đã mô tả một sự kiện đánh dấu sự di dân của một số lượng dân cư cụ thể từ nơi xuất phát, chẳng hạn như tường thuật trong Kinh Thánh về người Israel chạy trốn khỏi cuộc chinh phạt của người Assyria (k. 740 TCN), hay nơi trú ẩn của nhà tiên tri Muhammad và những môn đồ di cư đồng hành của ông với những người giúp đỡ tại Yathrib (sau này là Medina) sau khi họ trốn chạy khỏi cuộc đàn áp ở Mecca.
Trong tiếng Anh, thuật ngữ refugee ("người tị nạn") bắt nguồn từ refuge ("nơi ẩn náu"), từ tiếng Pháp cổ refuge, nghĩa là "nơi trú ẩn". Nó đề cập đến "ơi trú ẩn hoặc bảo vệ khỏi nguy hiểm hoặc đau khổ", có gốc từ tiếng Latin fugere, "chạy trốn", và refugium, "một nơi [để] ẩn náu, nơi để trốn đi". Trong lịch sử phương Tây, thuật ngữ này lần đầu tiên được áp dụng cho những người Huguenot là các tín đồ người Pháp theo đạo Tin lành tìm kiếm một nơi an toàn chống lại cuộc đàn áp Công giáo sau bản sắc lệnh Fontainebleau đầu tiên năm 1540. Từ này xuất hiện trong tiếng Anh khi những người Pháp Huguenot của Pháp trốn sang Anh với số lượng lớn sau sắc lệnh Fontainebleau năm 1685 (sự hủy bỏ Sắc lệnh Nantes năm 1598) ở Pháp và Tuyên bố Khoan hồng tại Anh và Scotland năm 1687. Từ này có nghĩa là "người tìm nơi trú ẩn", cho đến khoảng năm 1914, khi nó phát triển thành "người trốn khỏi nhà", đã áp dụng trong trường hợp này cho dân thường ở Flanders đi về phía tây để chạy thoát khỏi chiến trận trong Chiến tranh thế giới thứ nhất.

## Các định nghĩa

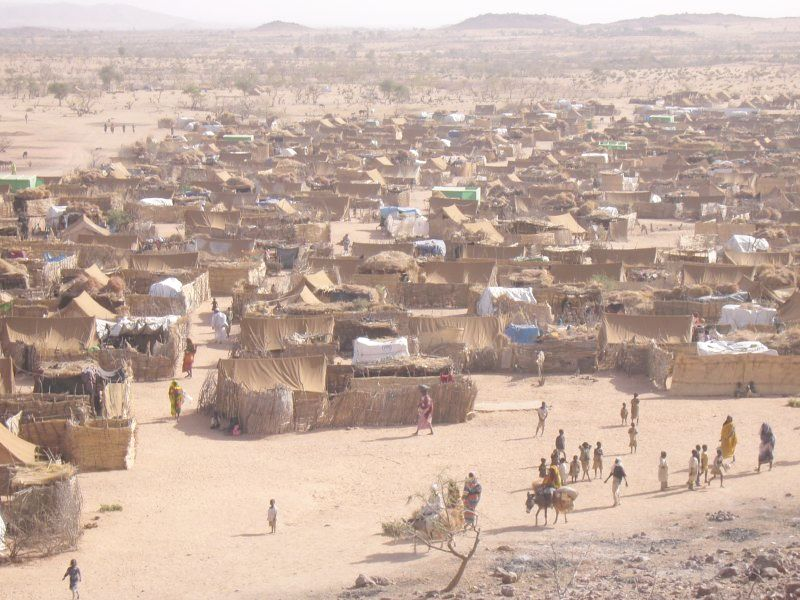
Trại tị nạn Darfur ở Tchad, 2005

Định nghĩa hiện đại đầu tiên về tình trạng tị nạn quốc tế được đề xuất bởi Hội Quốc Liên năm 1921 từ Ủy ban tị nạn. Sau Thế chiến II, và để đáp ứng với số lượng lớn người chạy trốn khỏi Đông Âu, Công ước về người tị nạn của Liên Hợp Quốc năm 1951 đã định nghĩa "người tị nạn" (tại Điều 1.A.2) là bất kỳ ai:
"bởi nỗi sợ hình thành vì bị đàn áp vì lý do chủng tộc, tôn giáo, quốc tịch, vi thành viên một hội nhóm xã hội đặc biệt hoặc vì quan điểm chính trị cụ thể, cư trú bên ngoài quốc gia của mình và không thể hoặc, do sợ hãi như vậy, không sẵn sàng tự mình tận dụng sự bảo vệ của đất nước đó; hoặc là người không có quốc tịch và cư trú bên ngoài quốc gia là nơi cư trú trước đây của người đó, do các sự kiện như vậy, không thể hoặc, do sợ hãi như vậy, không sẵn lòng quay trở lại với nó."
Năm 1967, định nghĩa về cơ bản đã được xác nhận bởi Nghị định thư liên quan đến tình trạng của người tị nạn của Liên Hợp Quốc.

Công ước điều chỉnh các khía cạnh cụ thể của vấn đề người tị nạn ở châu Phi đã mở rộng định nghĩa năm 1951, được Tổ chức châu Phi Thống nhất thông qua năm 1969:
"Một người, do sự xâm lược, chiếm đóng, sự thống trị của nước ngoài hoặc các sự kiện gây xáo trộn nghiêm trọng trật tự công cộng ở một phần hoặc toàn bộ quốc gia hoặc quốc tịch nguyên gốc của mình, buộc phải rời khỏi nơi cư trú thường xuyên của mình để tìm nơi ẩn náu ở nơi khác bên ngoài đất nước hoặc quốc tịch của mình."
Văn bản không ràng buộc từ Mỹ Latin Tuyên bố Cartagena về người tị nạn năm 1984 bao gồm:
"những người đã rời khỏi đất nước của họ vì tính mạng, sự an toàn hoặc tự do của họ đã bị đe dọa bởi bạo lực tổng quát, xâm lược nước ngoài, xung đột nội bộ, vi phạm nhân quyền hoặc các tình huống khác đã gây xáo trộn nghiêm trọng trật tự công cộng."
Kể từ năm 2011, chính UNHCR, ngoài định nghĩa năm 1951, còn công nhận những người sau là người tị nạn:
"những người ở bên ngoài quốc tịch hoặc nơi cư trú thường xuyên của họ và không thể trở về đó do các mối đe dọa nghiêm trọng và bừa bãi đối với cuộc sống, tính toàn vẹn về thể chất hoặc tự do do bạo lực chung hoặc các sự kiện gây rối nghiêm trọng trật tự công cộng."
Định nghĩa tiêu chuẩn tối thiểu của Liên minh châu Âu về người tị nạn, được nhấn mạnh bởi Điều 2 (c) của Chỉ thị số 2004/83/EC, về cơ bản tái tạo định nghĩa hẹp về người tị nạn được đưa ra bởi Công ước Liên Hợp Quốc năm 1951; tuy nhiên, theo các điều 2 (e) và 15 của cùng Chỉ thị, những người đã chạy trốn khỏi hành động bạo lực tổng quát do chiến tranh, ở một số điều kiện, đủ điều kiện cho một hình thức bảo vệ bổ sung, được gọi là bảo vệ phụ trợ (subsidiary protection). Hình thức bảo vệ tương tự cũng được thấy trước đối với những người di tản, những người không phải là người tị nạn, tuy nhiên vẫn bị rơi vào tình thế nguy hiểm, nếu trở về nước họ, bị tử hình, tra tấn hoặc các phương pháp điều trị vô nhân đạo hoặc hạ nhục khác.

## Lịch sử

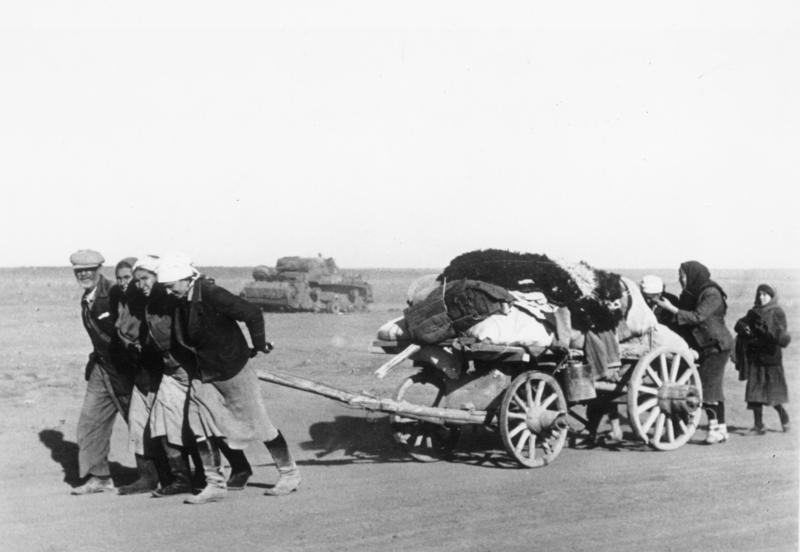
Dân tỵ nạn Nga năm 1942 trong trận Stalingrad thời Chiến tranh thế giới thứ hai

Khái niệm tỵ nạn đã có từ thời cổ đại khi người chạy trốn có thể tìm đến nơi thần quyền như ở một ngôi đền để lánh nạn mà không bị bắt. Thời Trung cổ, ở châu Âu cũng ghi nhận có một số luật lệ quy định quyền lánh nạn ở chốn tôn nghiêm thờ phụng.
Trong sử Việt thì có chép việc vua Lý Huệ Tông sau khi nhường ngôi cho con là Công chúa Chiêu Thánh và rồi nhà Lý mất ngôi về tay nhà Trần thì cựu hoàng Huệ Tông vào tu ở chùa Chân Giáo để tránh sự phiền nhiễu chính trị. Tuy không bị bắt, Huệ Tông cũng bị Trần Thủ Độ làm áp lực tinh thần và phải treo cổ tự vẫn.
Qua nhiều thế kỷ, lịch sử từng ghi những đợt di dân để lánh nạn như vào năm 1685 ở Pháp có Sắc lệnh Fontainebleau (Édit de Fontainebleau) khi vua Louis XIV xuống chiếu cấm đạo Tin Lành khiến hàng trăm nghìn giáo dân Huguenot phải bỏ quê hương trốn sang các nước Anh, Thụy Sĩ, Hà Lan, Đức, v.v. Ở Đông Âu thì có những đợt cấm đạo Do Thái làm hơn hai triệu dân đạo ở Nga phải bỏ chạy vào những thập niên cuối thế kỷ 19.
Tổ chức đầu tiên lập ra để đối phó với vấn đề tỵ nạn là Cao ủy Tỵ nạn của Hội Quốc Liên vào năm 1921. Cuộc nội chiến ở Nga ngay sau Cách mạng Tháng Mười năm 1917 đã tạo ra khoảng một triệu rưỡi dân Nga bỏ nước để tránh chính quyền Cộng sản. Năm 1923 thì Cao ủy lãnh thêm nhiệm vụ cứu trợ dân Armenia ở Tiểu Á trong cuộc thanh trừng diệt chủng của Thổ Nhĩ Kỳ.

### Chiến tranh thế giới thứ hai
Chiến tranh thế giới thứ hai đánh dấu một bước rẽ với con số dân tỵ nạn lên cao và ảnh hưởng một vùng rộng lớn. Năm 1943 phe Đồng Minh cho thành lập Quyền vụ Cứu trợ và Phục hồi Liên quốc (United Nations Relief and Rehabilitation Administration, UNRAA) để giúp ổn định những khu vực mới được giải phóng khỏi vòng kiểm soát của phe Trục (đệ nhị thế chiến). Công tác này bao gồm việc định cư hơn bảy triệu dân sơ tán nay cần được hồi hương. Số khoảng một triệu người không muốn hồi hương thì cần trại tạm trú.
Hội nghị Potsdam năm 1945 cũng hoạch định lại biên giới ở Âu châu khiến 15 triệu dân Đức bỗng nhiên thuộc thẩm quyền của nhà chức trách mới của Ba Lan, Tiệp Khắc, và Hung Gia Lợi. Trong khi đó Hội nghị Yalta có ghi điều kiện buộc hồi hương hàng triệu dân Nga về Liên Xô.

### Nam Á
Cũng sau khi Chiến tranh thế giới thứ hai kết thúc, Đế quốc Anh tuyên bố giải thể thuộc địa Ấn Độ và chia xứ đó thành Ấn Độ và Pakistan vì lý do tôn giáo. Hàng chục triệu người phải di cư: dân đạo Hồi bỏ sang Pakistan và dân đạo Ấn tràn sang Ấn Độ, tổng cộng ước đoán là 10 đến 12 triệu (có thể lên đến 20 triệu) vượt biên giới năm 1947 để chọn xứ sở mới.

### Chiến tranh Việt Nam
Sau khi Sài Gòn sụp đổ kết thúc sự tồn tại của nền cộng hòa tại Việt Nam, chính quyền mới khi lên cầm quyền đã tiến hành thực hiện hàng loạt các chính sách sau khi thống nhất đất nước như quốc hữu hóa tài sản tư, các cuộc đổi tiền tại Việt Nam, 1975 "ngăn sông cấm chợ", phân biệt xuất thân gia đình, bắt ép người từng làm việc cho chế độ cũ đi cải tạo, hệ thống kinh tế kế hoạch tập trung, bao cấp,... Những điều đó đã làm cho kinh tế của Việt Nam trở nên tụt hậu trầm trọng, đời sống của người dân lâm vào cảnh vô cùng khó khăn, chế độ mới được nhiều người dân miền Nam cho là thiếu tự do. Ngoài ra sau 1975 Việt Nam còn phải hứng chịu thêm hai cuộc chiến tranh gồm Chiến tranh biên giới Tây Nam với Khơ-me đỏ (1979-1989) và Chiến tranh biên giới phía Bắc với Trung Quốc (1979) đã khiến tình hình càng thêm trầm trọng. Vì vậy tổng kết từ cuối năm 1975 đến năm 1995 trải qua 20 năm đã có khoản hơn 839.000 người dân Việt đã rời bỏ Việt Nam chạy trốn đến các trại tỵ nạn ngoài nước ngoài (chủ yếu bằng đường thủy và đường bộ), chưa kể số người đã thiệt mạng trên đường vượt biên. Cuộc tị nạn này được họ xác định với mục đích là tìm đường đến tự do. Cuộc di tản đầu tiên được thực hiện bởi Thủy quân lục chiến Hoa Kỳ với chiến dịch Gió lốc nhằm di tản bằng trực thăng người Mỹ và người Việt Nam ra khỏi Sài Gòn, miền Nam Việt Nam. Tiếp đến là hàng loạt người Việt Nam tự tìm cách vượt biên bằng đường thủy và đường bộ đến các trại tị nạn ở các nước châu Á khác như Singapore, Thái Lan, Philippines, Hongkong, Nam Hàn, Nhật Bản,... Tình hình tị nạn xảy ra tương tự với những người ở Lào và Campuchia nhưng với quy mô nhỏ hơn rất nhiều.
Cuộc tị nạn này được nhiều người trên thế giới biết đến với thuật ngữ "thuyền nhân" (Boat people).

## Nghiên cứu về người tị nạn
Với sự xuất hiện của các trường hợp di cư và cưỡng bức di dân chính, nghiên cứu về nguyên nhân và ý nghĩa của chúng đã nổi lên như một lĩnh vực nghiên cứu liên ngành hợp pháp, và bắt đầu nổi lên từ giữa đến cuối thế kỷ 20, sau Thế chiến II. Mặc dù những đóng góp quan trọng đã được thực hiện trước đó, nửa sau của thế kỷ 20 đã chứng kiến việc thành lập các tổ chức dành riêng cho việc nghiên cứu người tị nạn, như Hiệp hội Nghiên cứu về vấn đề tị nạn thế giới (Association for the Study of the World Refugee Problem), được theo sát bởi sự thành lập của Cao ủy Liên Hợp Quốc về người tị nạn. Cụ thể, phiên bản năm 1981 của tài liệu Đánh giá di cư quốc tế (International Migration Review) đã xác định các nghiên cứu về người tị nạn là "một viễn cảnh toàn diện, lịch sử, liên ngành và mang tính tương đối, tập trung vào sự nhất quán và các kiểu mẫu trong trải nghiệm về tị nạn." Sau khi xuất bản, lĩnh vực này đã nhanh chóng thu hút sự quan tâm ngày càng gia tăng về mặt học thuật và nghi vấn tìm hiểu, mà vẫn tiếp tục cho đến hiện tại. Đáng chú ý nhất là vào năm 1988, Tạp chí Nghiên cứu về người tị nạn (Journal of Refugee Studies) được thành lập như là tạp chí liên ngành lớn đầu tiên của lĩnh vực này.
Sự xuất hiện các nghiên cứu về người tị nạn như một lĩnh vực nghiên cứu riêng biệt đã bị các học giả chỉ trích do khó khăn về thuật ngữ. Do không hề có định nghĩa được chấp nhận phổ biến cho thuật ngữ "người tị nạn" ("refugee"), nên sự tôn trọng về mặt học thuật của định nghĩa dựa trên chính sách, như được nêu trong Công ước về người tị nạn năm 1951, vẫn gây tranh cãi cho tới hiện tại. Ngoài ra, các học giả đã phê phán việc thiếu cơ sở lý thuyết của các nghiên cứu về người tị nạn và sự thống trị của nghiên cứu định hướng chính sách. Đáp lại, các học giả đã cố gắng lèo lái lĩnh vực này để thiết lập một nền tảng lý thuyết về nghiên cứu người tị nạn thông qua "nghiên cứu tình huống của các nhóm người tị nạn cụ thể (và những người di cư bị ép buộc khác) trong các lý thuyết về các lĩnh vực nhận thức (và các ngành chính), [cung cấp] một cơ hội để sử dụng các hoàn cảnh cụ thể của các tình huống tị nạn để làm sáng tỏ những lý thuyết tổng quát hơn này và do đó tham gia vào sự phát triển của khoa học xã hội, thay vì dẫn dắt các nghiên cứu về người tị nạn vào một cống hiến trí tuệ." Do đó, thuật ngữ tị nạn trong bối cảnh nghiên cứu về người tị nạn có thể được gọi là "phiếu tự đánh giá hợp pháp hoặc mang tính mô tả", bao gồm nền tảng kinh tế xã hội, lịch sử cá nhân, phân tích tâm lý và tâm linh.

## Cơ quan tị nạn Liên Hợp Quốc

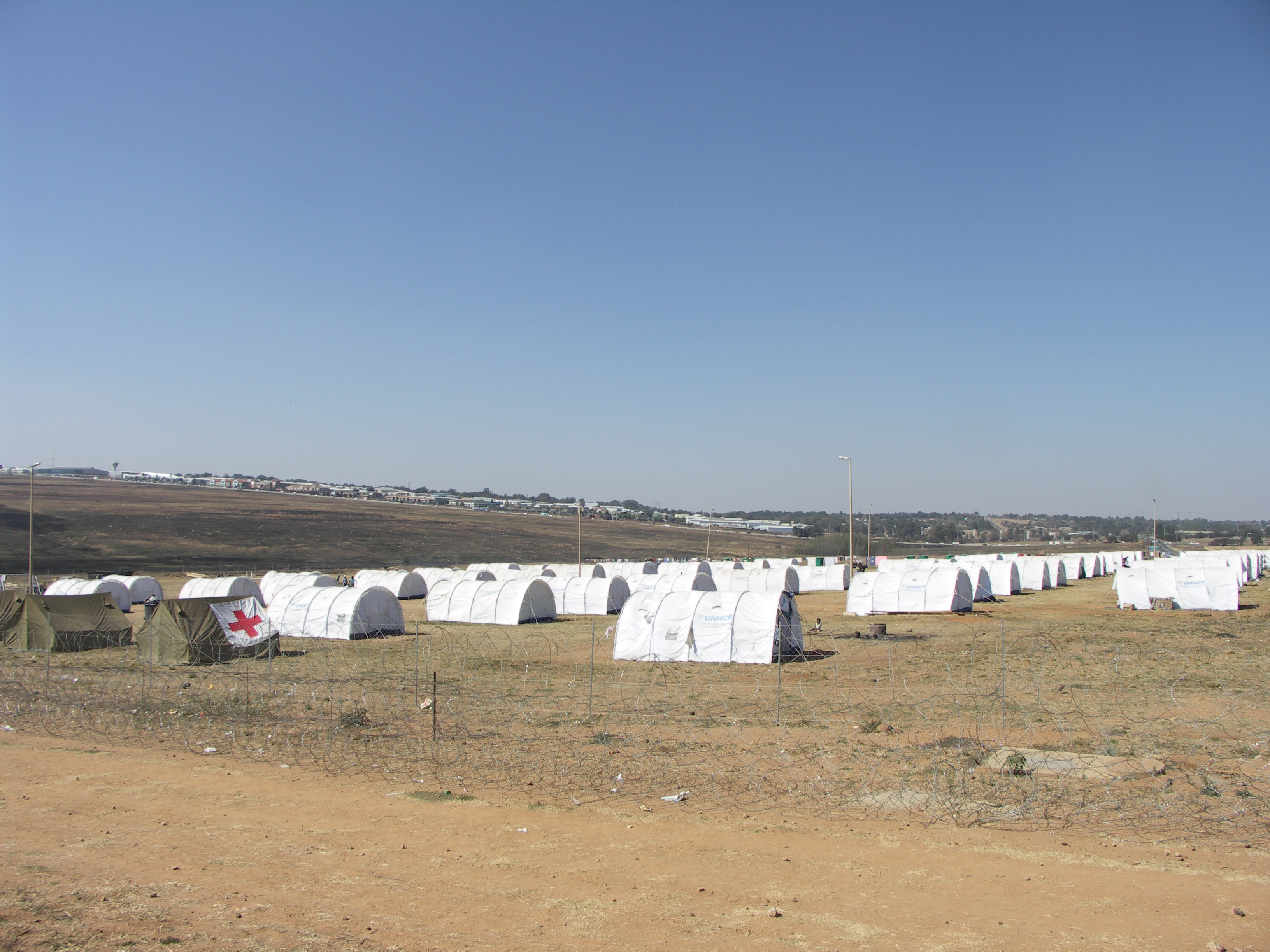
Lều của UNHCR tại một trại tị nạn sau các sự kiện bạo lực bài ngoại và bạo loạn ở Nam Phi, 2008

Đặt trụ sở tại Geneva, Thụy Sĩ, Văn phòng Cao ủy Liên Hợp Quốc về người tị nạn (UNHCR) được thành lập vào ngày 14 tháng 12 năm 1950. Nó bảo vệ và hỗ trợ người tị nạn theo yêu cầu của chính phủ hoặc Liên Hợp Quốc và hỗ trợ cung cấp các giải pháp lâu dài, như hồi hương hoặc tái định cư. Tất cả những người tị nạn trên thế giới đều thuộc ủy quyền của UNHCR ngoại trừ những người tị nạn Palestine, những người chạy trốn khỏi tình trạng hiện tại của Israel trong khoảng thời gian từ 1947 đến 1949, do hậu quả của Chiến tranh Palestine năm 1948. Những người tị nạn này được hỗ trợ bởi Cơ quan Cứu trợ và Hoạt động của Liên Hợp Quốc (UNRWA). Tuy nhiên, người Ả Rập Palestine chạy trốn khỏi Bờ Tây và Gaza sau năm 1949 (ví dụ, trong cuộc Chiến tranh Sáu ngày năm 1967) thuộc thẩm quyền của UNHCR. Ngoài ra, UNHCR cũng cung cấp sự bảo vệ và trợ giúp cho các nhóm người di tản khác: người tị nạn, người tị nạn trở về nhà một cách tự nguyện nhưng vẫn cần giúp đỡ xây dựng lại cuộc sống của họ, cộng đồng dân sự địa phương bị ảnh hưởng trực tiếp bởi các phong trào tị nạn lớn, người không quốc tịch và người được gọi là người di cư nội địa (IDP), cũng như những người ở trong các tình huống tương tự người tị nạn và IDP.
Cơ quan này được ủy nhiệm lãnh đạo và phối hợp hành động quốc tế để bảo vệ người tị nạn và giải quyết các vấn đề về người tị nạn trên toàn thế giới. Mục đích chính của nó là bảo vệ quyền và phúc lợi của người tị nạn. Tổ chức này cố gắng đảm bảo rằng mọi người đều có thể thực hiện quyền xin tị nạn và tìm nơi ẩn náu an toàn ở một nhà nước hoặc lãnh thổ khác và đưa ra "giải pháp lâu dài" cho người tị nạn và các quốc gia lưu trữ người tị nạn.

### Bảo vệ cấp thiết và tạm thời

#### Trại tị nạn

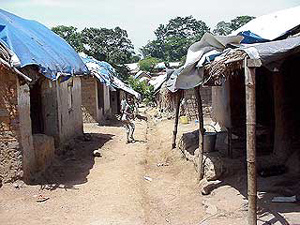
Một trại ở Guinea cho người tị nạn từ Sierra Leone

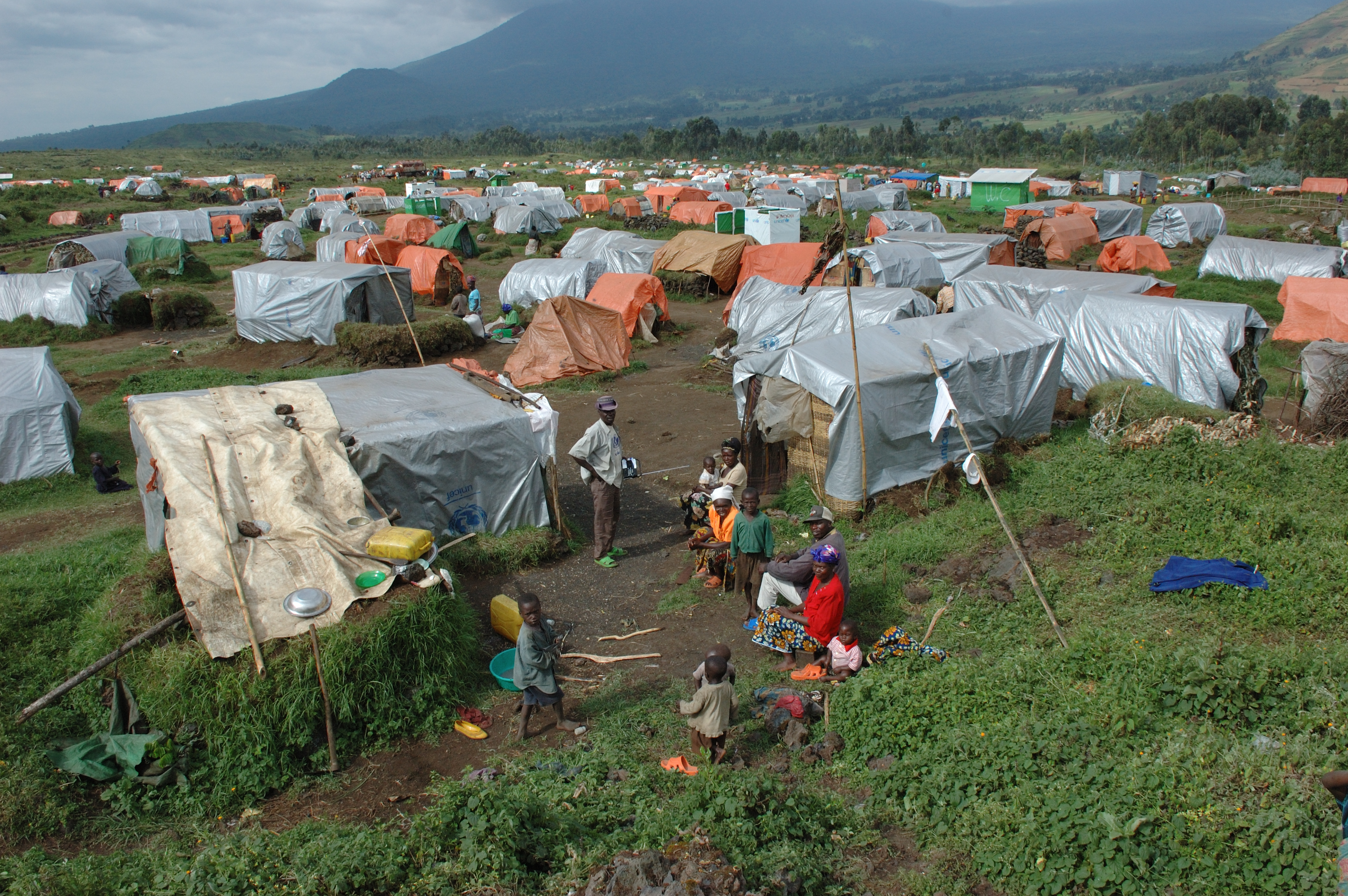
Trại tị nạn ở Cộng hòa Dân chủ Congo

Trại tị nạn là nơi được xây dựng bởi các chính phủ hoặc tổ chức phi chính phủ (như Hội Chữ thập đỏ) để tiếp nhận người tị nạn, người di cư nội địa hoặc đôi khi cả những người di cư khác. Nó thường được thiết kế để cung cấp chỗ ở và dịch vụ cấp thiết và tạm thời và bất kỳ cơ sở và cấu trúc lâu dài nào mà thường bị cấm. Mọi người có thể ở trong các trại này trong nhiều năm, nhận được thực phẩm khẩn cấp, giáo dục và hỗ trợ y tế cho đến khi đủ an toàn để trở về đất nước của họ. Ở đó, những người tị nạn gặp nhiều nguy cơ về dịch bệnh, tuyển mộ trẻ em vào quân đội và khủng bố, và bạo lực thể xác và tình dục. Ước tính có 700 địa điểm trại tị nạn trên toàn thế giới.

#### Người tị nạn đô thị
Không phải tất cả những người tị nạn được UNHCR hỗ trợ đều sống trong các trại tị nạn. Một số lượng đáng kể, thực tế là hơn một nửa, sống ở các khu vực đô thị, chẳng hạn như ~60.000 người tị nạn Iraq ở Damascus (Syria), và ~30.000 người tị nạn Sudan ở Cairo (Ai Cập).

### Các giải pháp bền vững
Tình trạng cư trú tại nước sở tại trong khi được bảo vệ tạm thời từ UNHCR có tính chất rất không chắc chắn, vì người tị nạn chỉ được cấp thị thực tạm thời phải thường xuyên được gia hạn. Thay vì chỉ bảo vệ các quyền và phúc lợi cơ bản của người tị nạn trong các trại hoặc trong môi trường đô thị trên cơ sở tạm thời, mục tiêu cuối cùng của UNHCR là tìm một trong ba giải pháp lâu dài cho người tị nạn: hòa nhập, hồi hương, tái định cư.

#### Hòa nhập và nhập quốc tịch
Giải pháp hòa nhập ở địa phương nhằm mục đích cung cấp cho người tị nạn quyền ở lại vĩnh viễn ở đất nước tị nạn, bao gồm, trong một số tình huống, là một công dân nhập tịch. Nó tuân theo việc chính thức cấp tình trạng tị nạn của đất nước tị nạn. Có những khó khăn nhất định để định lượng số người tị nạn định cư và hòa nhập ở đất nước tị nạn đầu tiên của họ và chỉ có số lần nhập tịch mới có thể đưa ra một dấu hiệu. Năm 2014, Tanzania đã trao quyền công dân cho 162.000 người tị nạn từ Burundi và năm 1982 cho 32.000 người tị nạn Rwanda. Mexico đã nhập tịch cho 6.200 người tị nạn Guatemala vào năm 2001.

#### Trở về tự nguyện
Sự trở lại tự nguyện của những người tị nạn về đất nước của họ, được đảm bảo về an toàn và nhân phẩm, dựa trên ý muốn tự do và quyết định được thông báo của họ. Trong vài năm qua, một phần hoặc thậm chí toàn bộ dân số tị nạn đã có thể trở về nước của họ: ví dụ: 120.000 người tị nạn Congo đã trở về Cộng hòa Dân chủ Congo từ Cộng hòa Congo, 30.000 người Angola trở về nhà từ Cộng hòa Dân chủ Congo và Botswana, những người tị nạn Bờ Biển Ngà trở về từ Liberia, người Afghanistan từ Pakistan và người Iraq từ Syria. Năm 2013, chính phủ Kenya và Somalia cũng đã ký một thỏa thuận ba bên tạo điều kiện cho việc hồi hương của những người tị nạn từ Somalia. UNHCR và IOM cung cấp hỗ trợ cho những người tị nạn muốn tự nguyện trở về nước họ. Nhiều quốc gia phát triển cũng có các chương trình Hỗ trợ Trả lại Tự nguyện (AVR) cho những người xin tị nạn muốn quay trở lại hoặc bị từ chối tị nạn.
Sự trở lại tự nguyện của những người tị nạn về đất nước của họ, được đảm bảo về an toàn và nhân phẩm, dựa trên ý muốn tự do và quyết định được thông báo của họ. Trong vài năm qua, một phần hoặc thậm chí toàn bộ dân số tị nạn đã có thể trở về nước của họ: ví dụ: 120.000 người tị nạn Congo đã trở về Cộng hòa Dân chủ Congo từ Cộng hòa Congo, 30.000 người Angola trở về nhà từ Cộng hòa Dân chủ Congo  và Botswana, những người tị nạn Bờ Biển Ngà trở về từ Liberia, người Afghanistan từ Pakistan và người Iraq từ Syria. Năm 2013, chính phủ Kenya và Somalia cũng đã ký một thỏa thuận ba bên tạo điều kiện cho việc hồi hương của những người tị nạn từ Somalia. UNHCR và IOM cung cấp hỗ trợ cho những người tị nạn muốn tự nguyện trở về nước họ. Nhiều quốc gia phát triển cũng có các chương trình Hỗ trợ Trở về Tự nguyện (AVR) cho những người xin tị nạn muốn quay trở lại hoặc bị từ chối tị nạn.

#### Tái định cư nước thứ ba
Tái định cư ở nước thứ ba liên quan đến việc chuyển người tị nạn được hỗ trợ từ quốc gia mà họ đã xin tị nạn sang một nước thứ ba an toàn đã đồng ý nhận họ là người tị nạn. Điều này có thể được giải quyết vĩnh viễn hoặc giới hạn trong một số năm nhất định. Nó là giải pháp bền vững thứ ba và nó chỉ có thể được xem xét một khi hai giải pháp còn lại đã được chứng minh là không thể. Theo truyền thống, UNHCR đã xem tái định cư là "giải pháp bền vững" ít thích hợp nhất cho các tình huống tị nạn. Tuy nhiên, vào tháng 4 năm 2000, Cao ủy viên Liên hợp quốc về người tị nạn, Ogata Sadako, tuyên bố "Tái định cư không còn có thể được coi là giải pháp lâu bền ít được ưu tiên nhất; trong nhiều trường hợp, đó là giải pháp duy nhất cho người tị nạn."
Tái định cư ở nước thứ ba liên quan đến việc chuyển người tị nạn được hỗ trợ từ quốc gia mà họ đã xin tị nạn sang một nước thứ ba an toàn đã đồng ý nhận họ là người tị nạn. Điều này có thể được giải quyết vĩnh viễn hoặc giới hạn trong một số năm nhất định. Nó là giải pháp bền vững thứ ba và nó chỉ có thể được xem xét một khi hai giải pháp còn lại đã được chứng minh là không thể. Theo truyền thống, UNHCR xem tái định cư là "giải pháp bền vững" ít thích hợp nhất cho các tình huống tị nạn. Tuy nhiên, vào tháng 4 năm 2000, Cao ủy viên Liên hợp quốc về người tị nạn, Ogata Sadako, tuyên bố "Tái định cư không còn có thể được coi là giải pháp lâu bền ít được ưu tiên nhất; trong nhiều trường hợp, đó là giải pháp duy nhất cho người tị nạn."

### Người di cư nội địa
Nhiệm vụ của UNHCR đã dần được mở rộng để bao gồm bảo vệ và cung cấp hỗ trợ nhân đạo cho những người bị di dời nội bộ (IDP) và những người trong các tình huống giống như IDP. Đây là những thường dân đã bị buộc phải chạy trốn khỏi nhà của họ, nhưng chưa đến được một quốc gia láng giềng. IDP không phù hợp với định nghĩa pháp lý của người tị nạn theo Công ước tị nạn 1951, Nghị định thư 1967 và Công ước Tổ chức Thống nhất Châu Phi 1969, vì họ chưa rời khỏi đất nước của mình. Vì bản chất của chiến tranh đã thay đổi trong vài thập kỷ qua, với ngày càng nhiều xung đột nội bộ thay thế các cuộc chiến giữa các tiểu bang, số lượng IDP đã tăng lên đáng kể.
| Cuối năm     | 1996       | 2000       | 2002       | 2004      | 2006       | 2008       | 2010       | 2012       | 2014       |
| ------------ | ---------- | ---------- | ---------- | --------- | ---------- | ---------- | ---------- | ---------- | ---------- |
| Người tị nạn | 11.480.900 | 12.129.600 | 10.594.100 | 9.574.800 | 9.877.700  | 10.489.800 | 10.549.700 | 10.498.000 | 14.385.300 |
| IDP          | 5.063.900  | 5.998.500  | 4.646.600  | 5.426.500 | 12.794.300 | 14.442.200 | 14.697.900 | 17.670.400 | 32.274.600 |

## Tình trạng tị nạn
Thuật ngữ "người tị nạn" thường được sử dụng trong các bối cảnh khác nhau: trong sử dụng thường ngày, nó đề cập đến một người bị buộc phải di dời, người đã trốn khỏi đất nước của họ; trong một bối cảnh cụ thể hơn, nó đề cập đến một người như vậy, trên hết, được cấp tình trạng tị nạn ở quốc gia mà người đó đang chạy trốn. Thậm chí độc quyền hơn là tình trạng người tị nạn theo Công ước chỉ dành cho những người nằm trong định nghĩa về người tị nạn của Công ước 1951 và Nghị định thư 1967.
Để nhận được tình trạng tị nạn, một người phải nộp đơn xin tị nạn, biến họ thành—trong khi chờ đợi quyết định—một ứng viên xin tị nạn. Tuy nhiên, một người bị di dời có quyền hợp pháp đối với tình trạng tị nạn có thể không bao giờ được nộp đơn xin tị nạn, hoặc có thể không được phép nộp đơn ở quốc gia mà họ trốn sang và do đó có thể không có được tình trạng người tị nạn chính thức.
Khi một người di dời được cấp tình trạng tị nạn, họ được hưởng một số quyền theo thỏa thuận trong Công ước về người tị nạn năm 1951. Không phải tất cả các quốc gia đều đã ký và phê chuẩn công ước này và một số quốc gia không có thủ tục pháp lý để đối phó với người xin tị nạn.

### Xin tị nạn

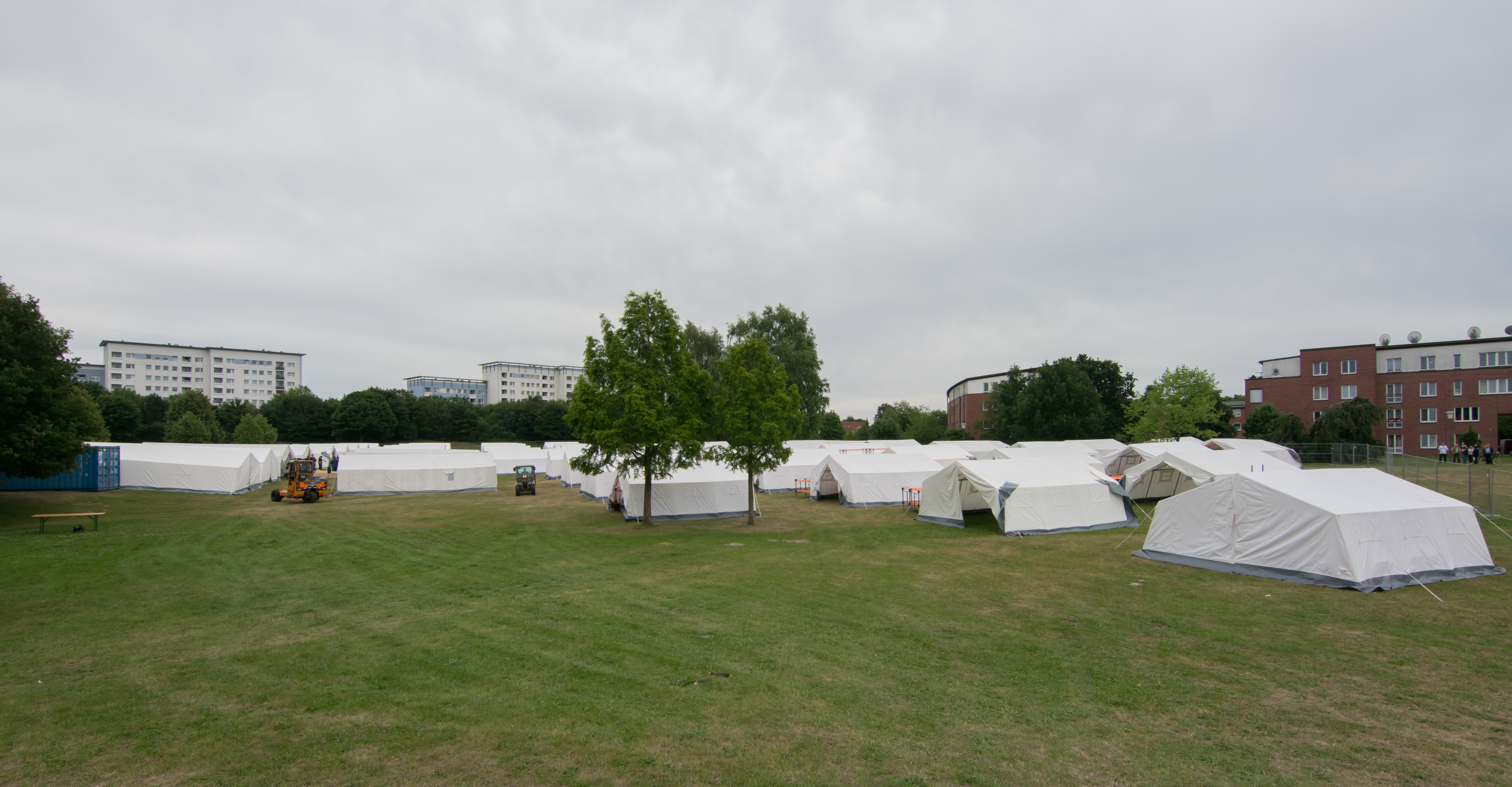
Erstaufnahmelager Jenfelder Moorpark

Người xin tị nạn là người di cư hoặc nhập cư, người đã chính thức tìm kiếm sự bảo vệ của quốc gia mà họ trốn sang cũng như quyền ở lại đất nước này và đang chờ quyết định về việc đệ đơn chính thức này. Người xin tị nạn có thể đã nộp đơn xin tình trạng tị nạn Công ước hoặc cho các hình thức bảo vệ bổ sung. Do đó, tị nạn là một thể loại bao gồm các hình thức bảo vệ khác nhau. Hình thức bảo vệ nào được đưa ra tùy thuộc vào định nghĩa pháp lý mô tả đúng nhất lý do bỏ trốn của người xin tị nạn. Một khi quyết định được đưa ra, người xin tị nạn nhận được tình trạng tị nạn theo Công ước hoặc một hình thức bảo vệ bổ sung, và có thể ở lại đất nước—hay bị từ chối tị nạn, và sau đó thường phải rời đi. Chỉ sau khi nhà nước, lãnh thổ hoặc UNHCR—bất cứ nơi nào đơn xin tị nạn được thực hiện—thừa nhận nhu cầu bảo vệ, người xin tị nạn mới chính thức nhận được tình trạng tị nạn. Điều này mang theo các quyền và nghĩa vụ nhất định, theo pháp luật của nước tiếp nhận.
Người tị nạn có hạn ngạch không cần phải xin tị nạn khi đến các nước thứ ba vì họ đã trải qua quá trình xác định tình trạng tị nạn của UNHCR trong khi ở nước đầu tiên của tị nạn và điều này thường được các nước thứ ba chấp nhận.

### Xác định tình trạng tị nạn
Để nhận được tình trạng tị nạn, một người di dời phải trải qua quá trình Xác định tình trạng người tị nạn (RSD), được thực hiện bởi chính phủ của quốc gia tị nạn hoặc UNHCR, và dựa trên luật pháp quốc tế, khu vực hoặc quốc gia. RSD có thể được thực hiện trên cơ sở từng trường hợp cũng như cho cả nhóm người. Việc xác định loại nào trong hai quá trình được sử dụng thường phụ thuộc vào kích thước của dòng người di dời.

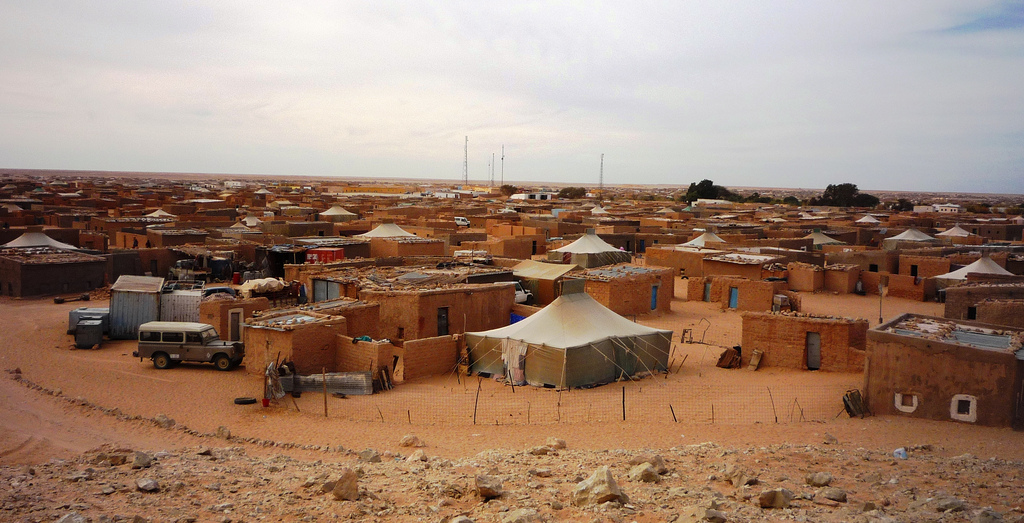
Trong hơn 30 năm, vài chục ngàn người tị nạn Sahrawi đã sống ở vùng Tindouf, Algeria, giữa lòng sa mạc.

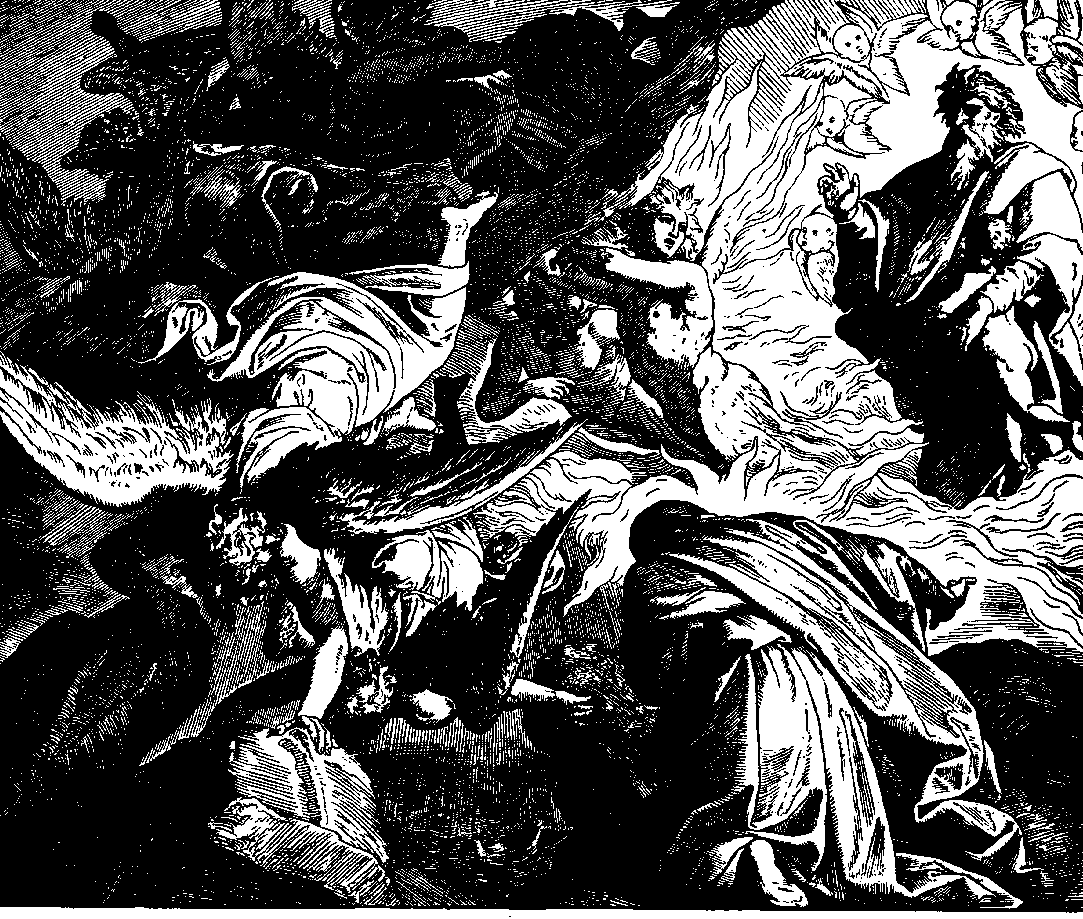
Sau khi thách thức Nữ hoàng Jezebel, Elijah ẩn náu trong một hang động cho đến khi tiếng nói của Chúa gọi anh ta trong bản khắc gỗ năm 1860 này của Julius Schnorr von Karolsfeld

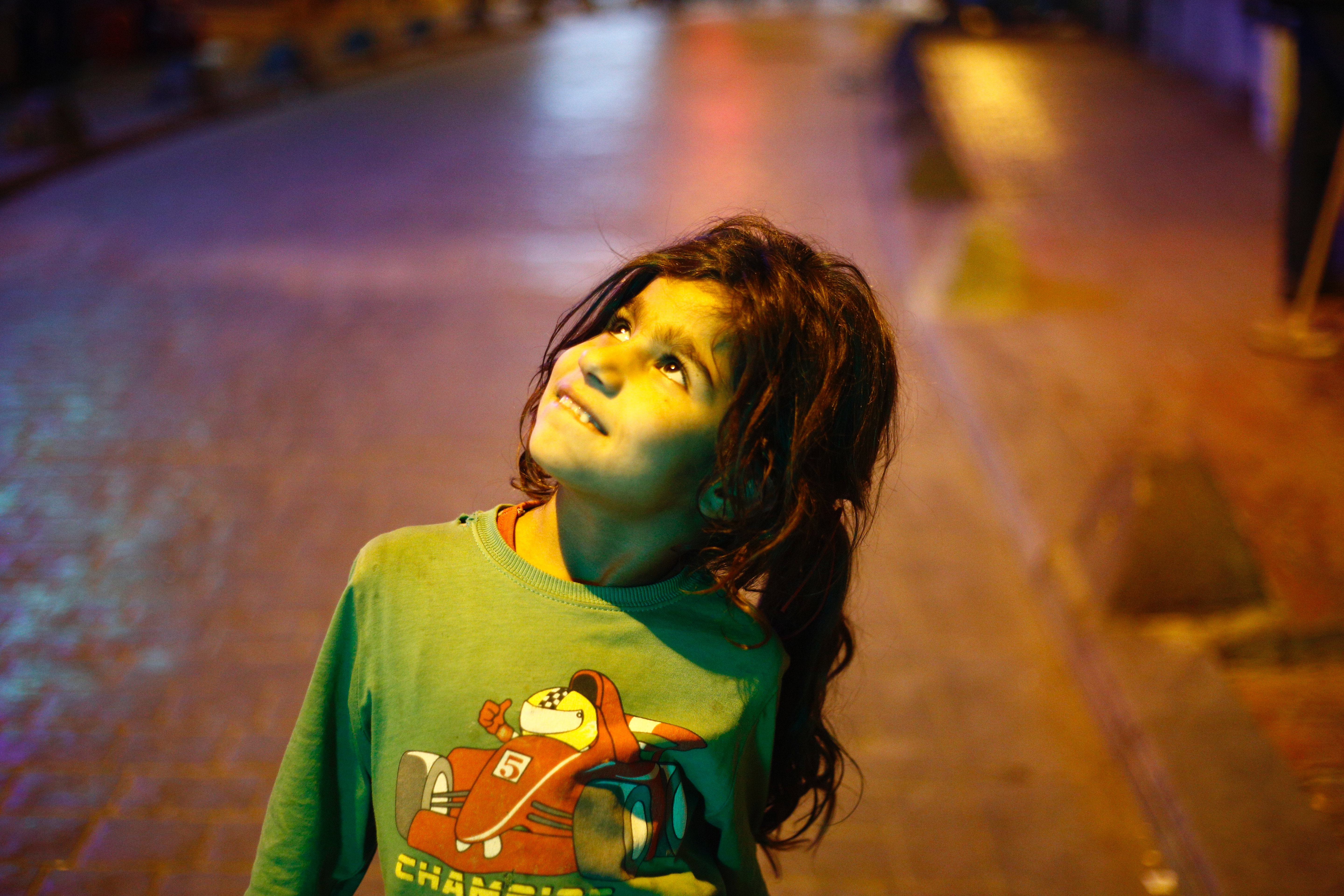
Một cô gái tị nạn Syria với vẻ mặt đầy hy vọng

Không có phương pháp cụ thể nào được ủy quyền cho RSD (ngoài cam kết với Công ước về người tị nạn năm 1951) và nó phụ thuộc vào hiệu quả chung của hệ thống hành chính và tư pháp nội bộ của đất nước cũng như các đặc điểm của dòng người tị nạn mà quốc gia đáp ứng. Việc thiếu định hướng thủ tục này có thể tạo ra một tình huống trong đó lợi ích chính trị và chiến lược lấn át các cân nhắc nhân đạo trong quy trình RSD.  Cũng không có cách giải thích cố định nào về các yếu tố trong Công ước về người tị nạn năm 1951 và các quốc gia có thể diễn giải chúng theo cách khác nhau (xem thêm roulette tị nạn ('refugee roulette')).
Tuy nhiên, vào năm 2013, UNHCR đã tiến hành chúng ở hơn 50 quốc gia và cùng thực hiện chúng song song hoặc cùng với các chính phủ ở 20 quốc gia khác, khiến nó trở thành cơ quan RSD lớn thứ hai trên thế giới UNHCR tuân theo một bộ hướng dẫn được mô tả trong Sổ tay và Hướng dẫn về Thủ tục và Tiêu chí Xác định Tình trạng Người tị nạn ('Handbook and Guidelines on Procedures and Criteria for Determining Refugee Status') để xác định cá nhân nào đủ điều kiện cho tình trạng tị nạn.

## Các quyền của người tị nạn
Các quyền của người tị nạn bao gồm cả luật theo tập quán, quy phạm mệnh lệnh và các công cụ pháp lý quốc tế. Nếu thực thể cấp tình trạng tị nạn là một quốc gia đã ký Công ước về người tị nạn năm 1951 thì người tị nạn có quyền được làm việc. Các quyền khác bao gồm các quyền và nghĩa vụ sau đây đối với người tị nạn:

### Quyền trở về
Ngay cả trong một môi trường được cho là "hậu xung đột", đó không phải là một quá trình đơn giản để người tị nạn trở về nhà. [67] Bộ nguyên tắc Pinheiro của Liên Hợp Quốc  được hướng dẫn bởi ý tưởng rằng mọi người không chỉ có quyền trở về nhà, mà còn có quyền đối với cùng một tài sản. [67] Nó tìm cách quay trở lại hiện trạng trước xung đột và đảm bảo rằng không ai được hưởng lợi từ bạo lực. Tuy nhiên, đây là một vấn đề rất phức tạp và mọi tình huống đều khác nhau; xung đột là một lực lượng biến đổi cao và hiện trạng trước chiến tranh không bao giờ có thể được thiết lập lại hoàn toàn, ngay cả khi điều đó là mong muốn (nó có thể đã gây ra xung đột ngay từ đầu). [67] Do đó, những điều sau đây có tầm quan trọng đặc biệt đối với quyền trở lại: [67]
Ngay cả trong một môi trường được cho là "hậu xung đột", đó không phải là một quá trình đơn giản để người tị nạn trở về nhà. Bộ nguyên tắc Pinheiro của Liên Hợp Quốc được hướng dẫn bởi ý tưởng rằng mọi người không chỉ có quyền trở về nhà, mà còn có quyền đối với cùng một tài sản. Bộ luật tìm cách quay trở lại hiện trạng trước xung đột và đảm bảo rằng không ai được hưởng lợi từ bạo lực. Tuy nhiên, đây là một vấn đề rất phức tạp và mọi tình huống đều khác nhau; xung đột là một nguồn lực luôn biến đổi với mức độ cao và hiện trạng trước chiến tranh không bao giờ có thể được thiết lập lại hoàn toàn, ngay cả khi điều đó là mong muốn của mọi người (nó có thể đã gây ra xung đột ngay từ đầu). Do đó, những điều sau đây có tầm quan trọng đặc biệt đối với quyền trở về:
- Có thể không bao giờ có tài sản (ví dụ như ở Afghanistan)
- Không thể tiếp cận tài sản mà họ sở hữu (Colombia, Guatemala, Nam Phi và Sudan)
- Quyền sở hữu không rõ ràng vì các gia đình đã mở rộng hoặc chia tách và việc phân chia đất đai trở thành một vấn đề
- Cái chết của chủ sở hữu có thể không để lại tuyên bố rõ ràng về đất đai cho những người phụ thuộc
- Mọi người định cư trên khu đất biết đó không phải là của họ nhưng không còn nơi nào để đi (như ở Colombia, Rwanda và Đông Timor)
- Có các khiếu nại cạnh tranh với những người khác, bao gồm cả nhà nước và các đối tác kinh doanh nước ngoài hoặc địa phương (như ở Aceh, Angola, Colombia, Liberia và Sudan).

Những người tị nạn được tái định cư đến một quốc gia thứ ba có thể sẽ mất đi sự cho phép không rõ ràng để ở lại đất nước này nếu họ trở về nước xuất xứ hoặc quốc gia tị nạn đầu tiên của mình.

### Quyền không bị gửi trả
Không gửi trả là quyền không bị đưa trở lại nơi bị đàn áp và là nền tảng cho luật tị nạn quốc tế, như được nêu trong Công ước 1951 liên quan đến Tình trạng của người tị nạn. Quyền không bị gửi trả khác biệt với quyền tị nạn. Để tôn trọng quyền tị nạn, các quốc gia không được trục xuất những người tị nạn thực sự. Ngược lại, quyền không bị gửi trả cho phép các quốc gia chuyển người tị nạn thực sự sang các nước bên thứ ba với hồ sơ nhân quyền đáng tôn trọng. Mô hình tố tụng di động, được đề xuất bởi nhà triết học chính trị Andy Lamey, nhấn mạnh quyền không gửi trả bằng cách bảo đảm cho người tị nạn ba quyền tố tụng (xét xử bằng lời nói, tư vấn pháp lý và xem xét tư pháp các quyết định giam giữ) và đảm bảo các quyền đó trong hiến pháp. Đề xuất này cố gắng đạt được sự cân bằng giữa lợi ích của các chính phủ quốc gia và lợi ích của người tị nạn.

### Quyền đoàn tụ gia đình
Đoàn tụ gia đình (cũng có thể là một hình thức tái định cư) là một lý do được công nhận cho nhập cư ở nhiều quốc gia. Các gia đình bị chia cắt có quyền được đoàn tụ nếu một thành viên gia đình có quyền cư trú vĩnh viễn áp dụng cho việc đoàn tụ và có thể chứng minh những người trong đơn yêu cầu là một đơn vị gia đình trước khi đến và có ý muốn chung sống như một đơn vị gia đình kể từ khi chia cắt. Nếu đơn được chấp nhập, điều này cho phép các thành viên còn lại trong gia đình cũng được di cư đến đất nước đó.

### Quyền du lịch
Những quốc gia đã ký Công ước liên quan đến Tình trạng người tị nạn có nghĩa vụ phải cấp giấy thông hành (tức là "Tài liệu du lịch công ước") cho người tị nạn cư trú hợp pháp trong lãnh thổ của họ. Tuy nhiên, đây là một tài liệu du lịch hợp lệ thay cho hộ chiếu, nó không thể được sử dụng để đi đến nước xuất xứ, tức là từ nơi mà người tị nạn chạy trốn.

### Hạn chế động thái tịnh tiến
Một khi những người tị nạn hoặc người xin tị nạn đã tìm thấy một nơi an toàn và sự bảo vệ của một quốc gia hoặc lãnh thổ bên ngoài lãnh thổ của họ, họ không được khuyến khích rời đi một lần nữa và tìm kiếm sự bảo vệ ở một quốc gia khác. Nếu họ di chuyển vào một quốc gia tị nạn thứ hai, phong trào này còn được UNHCR gọi là "động thái bất thường" ("irregular movement", xem thêm :en:asylum shopping). Hỗ trợ UNHCR ở nước thứ hai có thể ít hơn ở nước thứ nhất và thậm chí họ có thể bị trả lại cho nước đầu tiên.

## Hiện tình

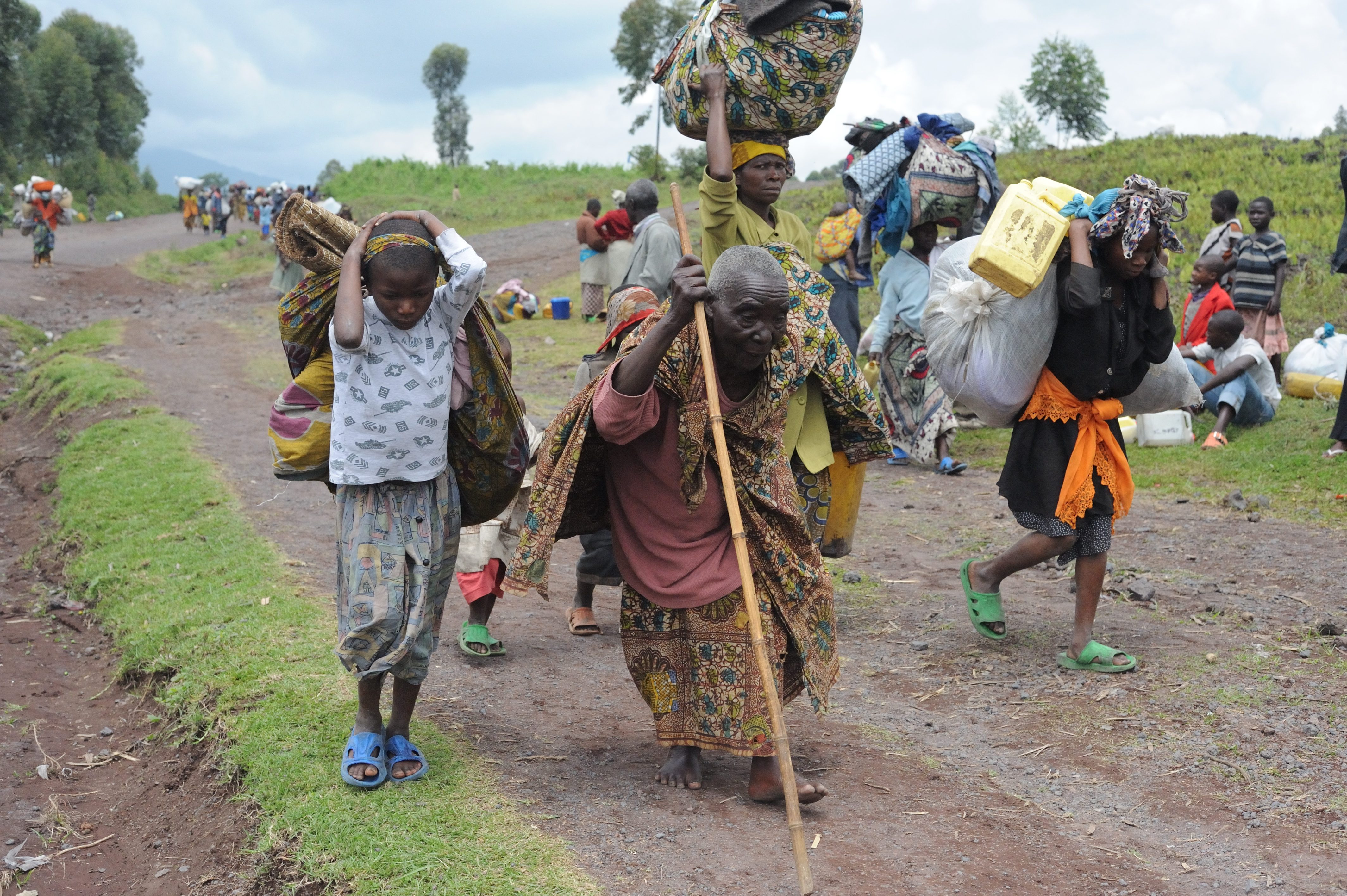
Dân làng chạy trốn chiến tranh tại Bắc Kivu, Congo năm 2008

Hàng năm vào ngày Tị nạn Thế giới, Cao ủy Liên Hợp Quốc về người tị nạn UNHCR xuất bản một báo cáo hàng năm về số lượng người tị nạn và người tản cư trên toàn thế giới đã bị buộc phải rời bỏ nhà cửa do chiến tranh, xung đột và khủng bố. Theo báo cáo năm 2014, vào thời điểm cuối năm 2013 có hơn 51 triệu người đang chạy trốn hoặc bị trục xuất, trong đó có hơn 33 triệu người đàn ông, phụ nữ và trẻ em di tản trong khu vực các quốc gia riêng của họ ("người tản cư nội địa"). Như vậy, số lượng người tị nạn đã đạt mức cao nhất kể từ Chiến tranh thế giới thứ hai. Sự gia tăng với hơn sáu triệu người so với năm trước chủ yếu là do cuộc chiến ở Syria. Tại châu Phi, số người tị nạn, di tản và bị trục xuất cũng tăng đáng kể, đặc biệt là ở Cộng hòa Trung Phi và Nam Sudan. Quốc gia đang thu nhận số người chạy trốn nhiều nhất là Pakistan, Iran và Li-băng.